# Campeonato Nacional B 2015 (Paraguay)
El Campeonato Nacional B 2015 de fútbol de la tercera categoría del fútbol paraguayo, es la quinta edición de la Primera B Nacional, organizado por la Unión del Fútbol del Interior e inició el 17 de mayo. El 18 de octubre se jugó el segundo partido final y se consagró bicampeón la Liga Ovetense, pero esta vez también aseguró su ascenso directo a la División Intermedia, para la siguiente temporada. El club 22 de Septiembre, subcampeón del campeonato, disputó el repechaje contra el subcampeón de la Primera División B, por otro cupo al ascenso, pero quedó eliminado en penales.

## Fase previa
La competencia inició con una fase previa en formato de liguilla inicialmente de cinco equipos, que jugarían una ronda de todos contra todos, a una sola rueda, pero ante la renuncia del Club Sol del Este, el sistema de disputa de la fase previa se modificó al formato de liguilla de todos contra todos, pero a dos ruedas, de la cual clasificaron los dos equipos de mejor puntaje. Los equipos que participaron de esta fase previa fueron Club R.I. 3 Corrales de la Liga Deportiva Paranaense, la Liga Pilarense, la Liga Encarnacena y el Club JDK de la Liga Sanjosiana de Deportes. La Liga Encarnacena terminó en primer lugar y pasó a formar parte del Grupo A y el segundo cupo lo ganó el Club R.I. 3 Corrales y pasó a formar parte del Grupo B de la primera fase.

### Tabla
| Pos. | Equipo               | Pts | PJ | PG | PE | PP | GF | GC | DG  |
| ---- | -------------------- | --- | -- | -- | -- | -- | -- | -- | --- |
| 1    | Liga Encarnacena     | 13  | 6  | 4  | 1  | 1  | 11 | 4  | 7   |
| 2    | Club R.I. 3 Corrales | 11  | 6  | 3  | 2  | 1  | 13 | 7  | 6   |
| 3    | Liga Pilarense       | 7   | 6  | 1  | 4  | 1  | 5  | 7  | -2  |
| 4    | Club JDK             | 1   | 6  | -  | 1  | 5  | 3  | 14 | -11 |

|  | Clasifican a la primera fase. |

### Resultados
| Liga Pilarense | 0 - 3 | Liga Encarnacena | 17 de mayo |
| Club JDK       | 1 - 6 | Corrales         | 17 de mayo |

| Liga Encarnacena | 2 - 1 | Corrales | 24 de mayo |
| Liga Pilarense   | 1 - 1 | Club JDK | 24 de mayo |

| Corrales | 1 - 1 | Liga Pilarense   | 31 de mayo |
| Club JDK | 0 - 2 | Liga Encarnacena | 31 de mayo |

| Corrales         | 2 - 1 | Club JDK       | 7 de junio |
| Liga Encarnacena | 1 - 1 | Liga Pilarense | 7 de junio |

| Club JDK | 0 - 1 | Liga Pilarense   | 14 de junio |
| Corrales | 2 - 1 | Liga Encarnacena | 15 de junio |

| Liga Pilarense   | 1 - 1 | Corrales | 21 de junio |
| Liga Encarnacena | 2 - 0 | Club JDK | 21 de junio |

## Primera fase
Con los dos clubes que clasificaron de la fase previa son 12 equipos que disputaron la primera fase. Esta primera fase se iniciaó el 1 de agosto, aunque los actos inaugurales se realizaron el 2 de agosto.
Los equipos que formaron parte en esta fase fueron:
- Liga Concepcionera.
- Liga Ovetense de Coronel Oviedo.
- Liga Guaireña de Villarrica.
- Liga Campo 9 de Doctor Juan Eulogio Estigarribia.
- Paranaense FC  como Liga Paranaense.
- Club Cerro Porteño de Presidente Franco.
- Sportivo 2 de Mayo de Pedro Juan Caballero.
- Club 4 de Octubre de Atyrá.
- 22 de Septiembre FBC de Encarnación.
- Centro de Formación de Futbolistas de Canindeyú (CEFFCA) de Salto del Guairá.
- Liga Encarnacena.
- Club R.I. 3 Corrales de Ciudad del Este.

Estos clubes se dividieron en tres grupos de cuatro. Cada grupo se jugó en formato de liguilla, con partidos de ida y vuelta. Clasificaron los dos mejores de cada grupo y los dos mejores terceros, para así formar las llaves de cuartos de final.

### Grupo A
| Equipo               | PJ | PG | PE | PP | GF | GC | DG | Pts |
| -------------------- | -- | -- | -- | -- | -- | -- | -- | --- |
| Cerro Porteño PF (C) | 6  | 4  | 2  | -  | 8  | 2  | 6  | 14  |
| Liga Campo 9 (C)     | 6  | 2  | 1  | 3  | 7  | 8  | -1 | 7   |
| Liga Encarnacena     | 6  | 1  | 3  | 2  | 7  | 8  | -1 | 6   |
| Paranaense           | 6  | 1  | 2  | 3  | 6  | 10 | -4 | 5   |

- (C) Clasificado a los cuartos de final.

| Liga Encarnacena | 0 - 0 | Liga Campo 9 | 2 de agosto |
| Cerro Porteño PF | 0 - 0 | Paranaense   | 2 de agosto |

| Paranaense   | 2 - 2 | Liga Encarnacena | 9 de agosto |
| Liga Campo 9 | 1 - 3 | Cerro Porteño PF | 9 de agosto |

| Liga Encarnacena | 0 - 0 | Cerro Porteño PF | 16 de agosto |
| Paranaense       | 0 - 2 | Liga Campo 9     | 16 de agosto |

| Liga Campo 9 | 1 - 2 | Liga Encarnacena | 23 de agosto |
| Paranaense   | 0 - 1 | Cerro Porteño PF | 23 de agosto |

| Liga Encarnacena | 2 - 3 | Paranaense   | 30 de agosto |
| Cerro Porteño PF | 2 - 0 | Liga Campo 9 | 30 de agosto |

| Cerro Porteño PF | 2 - 1 | Liga Encarnacena | 6 de septiembre |
| Liga Campo 9     | 3 - 1 | Paranaense       | 6 de septiembre |

### Grupo B
| Equipo                   | PJ | PG | PE | PP | GF | GC | DG | Pts |
| ------------------------ | -- | -- | -- | -- | -- | -- | -- | --- |
| 4 de Octubre (C)         | 6  | 3  | 2  | 1  | 9  | 9  | 0  | 11  |
| Club R.I. 3 Corrales (C) | 6  | 2  | 3  | 1  | 9  | 10 | -1 | 9   |
| 22 de Setiembre (C)      | 6  | 2  | 1  | 3  | 14 | 9  | 5  | 7   |
| Liga Guaireña            | 6  | -  | 4  | 2  | 7  | 11 | -4 | 4   |

- (C) Clasificado a cuartos de final.

| 4 de Octubre | 3 - 2 | 22 de Septiembre | 1 de agosto |
| Corrales     | 2 - 2 | Liga Guaireña    | 2 de agosto |

| 22 de Setiembre | 3 - 0 | Liga Guaireña | 9 de agosto |
| 4 de Octubre    | 0 - 0 | Corrales      | 9 de agosto |

| Corrales      | 1 - 0 | 22 de Septiembre | 16 de agosto |
| Liga Guaireña | 1 - 1 | 4 de Octubre     | 16 de agosto |

| 22 de Septiembre | 1 - 2 | 4 de Octubre | 23 de agosto |
| Liga Guaireña    | 1 - 1 | Corrales     | 23 de agosto |

| Liga Guaireña | 3 - 3 | 22 de Septiembre | 30 de agosto |
| Corrales      | 5 - 2 | 4 de Octubre     | 30 de agosto |

| 22 de Setiembre | 5 - 0 | Corrales      | 6 de septiembre |
| 4 de Octubre    | 1 - 0 | Liga Guaireña | 6 de septiembre |

### Grupo C
| Equipo             | PJ | PG | PE | PP | GF | GC | DG | Pts |
| ------------------ | -- | -- | -- | -- | -- | -- | -- | --- |
| 2 de Mayo PJC (C)  | 6  | 3  | 2  | 1  | 8  | 6  | 2  | 11  |
| Liga Ovetense (C)  | 6  | 3  | 1  | 2  | 11 | 11 | 0  | 10  |
| Ceffca (C)         | 6  | 2  | 2  | 2  | 12 | 11 | 1  | 8   |
| Liga Concepcionera | 6  | 1  | 1  | 4  | 7  | 10 | -3 | 4   |

- (C) Clasificado a cuartos de final.

| Liga Ovetense | 3 - 1 | 2 de Mayo PJC      | 2 de agosto |
| Ceffca        | 3 - 1 | Liga Concepcionera | 2 de agosto |

| 2 de Mayo PJC | 1 - 0 | Liga Concepcionera | 9 de agosto |
| Liga Ovetense | 3 - 2 | Ceffca             | 9 de agosto |

| Ceffca             | 2 - 2 | 2 de Mayo PJC | 16 de agosto |
| Liga Concepcionera | 3 - 0 | Liga Ovetense | 16 de agosto |

| 2 de Mayo PJC      | 0 - 0 | Liga Ovetense | 23 de agosto |
| Liga Concepcionera | 1 - 1 | Ceffca        | 23 de agosto |

| Liga Concepcionera | 1 - 2 | 2 de Mayo PJC | 30 de agosto |
| Ceffca             | 4 - 2 | Liga Ovetense | 30 de agosto |

| 2 de Mayo PJC | 2 - 0 | Ceffca             | 6 de septiembre |
| Liga Ovetense | 3 - 1 | Liga Concepcionera | 6 de septiembre |

## Segunda fase
A esta fase clasificarán los 2 mejores equipos de cada grupo y los 2 mejores terceros. En las semifinales no se tuvo en cuenta la diferencia de gol, si había empate de puntos los partidos iban a penales. 
|  | Cuartos de final                    | Cuartos de final                    | Cuartos de final                    |   |               | Semifinales                     | Semifinales                     | Semifinales                     |  |               | Final                         | Final                         | Final                         |  |
|  | 13 de septiembre y 20 de septiembre | 13 de septiembre y 20 de septiembre | 13 de septiembre y 20 de septiembre |   |               | 27 de septiembre y 4 de octubre | 27 de septiembre y 4 de octubre | 27 de septiembre y 4 de octubre |  |               | 11 de octubre y 18 de octubre | 11 de octubre y 18 de octubre | 11 de octubre y 18 de octubre |  |
|  |                                     |                                     |                                     |   |               |                                 |                                 |                                 |  |               |                               |                               |                               |  |
|  |                                     |                                     |                                     |   |               |                                 |                                 |                                 |  |               |                               |                               |                               |  |
|  | Liga Ovetense                       | 0                                   | 1 (7)                               |   |               |                                 |                                 |                                 |  |               |                               |                               |                               |  |
|  | Liga Ovetense                       | 0                                   | 1 (7)                               |   |               |                                 |                                 |                                 |  |               |                               |                               |                               |  |
|  | Liga Campo 9                        | 1                                   | 0 (6)                               |   |               |                                 |                                 |                                 |  |               |                               |                               |                               |  |
|  | Liga Campo 9                        | 1                                   | 0 (6)                               |   | Liga Ovetense | 0                               | 1 (3)                           |                                 |  |               |                               |                               |                               |  |
|  |                                     |                                     |                                     |   | Liga Ovetense | 0                               | 1 (3)                           |                                 |  |               |                               |                               |                               |  |
|  |                                     |                                     | CEFFCA                              | 3 | 0 (1)         |                                 |                                 |                                 |  |               |                               |                               |                               |  |
|  | Cerro Porteño (PF)                  | 0                                   | CEFFCA                              | 3 | 0 (1)         | 1                               |                                 |                                 |  |               |                               |                               |                               |  |
|  | Cerro Porteño (PF)                  | 0                                   |                                     |   |               |                                 |                                 |                                 |  |               |                               |                               |                               |  |
|  | CEFFCA                              | 0                                   | 2                                   |   |               |                                 |                                 |                                 |  |               |                               |                               |                               |  |
|  | CEFFCA                              | 0                                   | 2                                   |   |               |                                 |                                 |                                 |  | Liga Ovetense | 2                             | 5                             |                               |  |
|  |                                     |                                     |                                     |   |               |                                 |                                 |                                 |  | Liga Ovetense | 2                             | 5                             |                               |  |
|  |                                     |                                     | 22 de Septiembre                    | 2 | 1             |                                 |                                 |                                 |  |               |                               |                               |                               |  |
|  | 2 de Mayo                           | 2                                   | 22 de Septiembre                    | 2 | 1             | 0                               |                                 |                                 |  |               |                               |                               |                               |  |
|  | 2 de Mayo                           | 2                                   |                                     |   |               |                                 |                                 |                                 |  |               |                               |                               |                               |  |
|  | R.I. 3 Corrales                     | 0                                   | 0                                   |   |               |                                 |                                 |                                 |  |               |                               |                               |                               |  |
|  | R.I. 3 Corrales                     | 0                                   | 0                                   |   | 2 de Mayo     | 3                               | 0 (5)                           |                                 |  |               |                               |                               |                               |  |
|  |                                     |                                     |                                     |   | 2 de Mayo     | 3                               | 0 (5)                           |                                 |  |               |                               |                               |                               |  |
|  |                                     |                                     | 22 de Setiembre                     | 0 | 1 (6)         |                                 |                                 |                                 |  |               |                               |                               |                               |  |
|  | 4 de Octubre                        | 0                                   | 22 de Setiembre                     | 0 | 1 (6)         | 2                               |                                 |                                 |  |               |                               |                               |                               |  |
|  | 4 de Octubre                        | 0                                   |                                     |   |               |                                 |                                 |                                 |  |               |                               |                               |                               |  |
|  | 22 de Setiembre                     | 2                                   | 2                                   |   |               |                                 |                                 |                                 |  |               |                               |                               |                               |  |
|  | 22 de Setiembre                     | 2                                   | 2                                   |   |               |                                 |                                 |                                 |  |               |                               |                               |                               |  |
|  |                                     |                                     |                                     |   |               |                                 |                                 |                                 |  |               |                               |                               |                               |  |

- Nota: En cada llave, el equipo ubicado en la primera línea es el que ejerce la localía en el partido de vuelta.

### Cuartos de final
A los cuartos de final clasificaron los dos mejores equipos de cada grupo y los dos mejores tercerdos.
| 13 de septiembre de 2015 | Ceffca | 0:0 | Cerro Porteño PF | Estadio Nivaldo Soarez Ramalho, Salto del Guairá |  |

| 20 de septiembre de 2015 | Cerro Porteño PF | 1:2     | Ceffca                                     | Estadio Felipe Giménez, Presidente Franco |  |
|                          | Oscar López 15'  | Reporte | Francisco Benítez 60' · Anderson Veron 86' |                                           |  |

| 13 de septiembre de 2015 | Liga Campo 9             | 1:0     | Liga Ovetense | Estadio Los Leones, Doctor Juan Eulogio Estigarribia |                              |
|                          | Jorge Ramírez 21' (a.g.) | Reporte |               | Asistencia: 625 espectadores                         | Asistencia: 625 espectadores |

| 20 de septiembre de 2015 | Liga Ovetense | 1:0 (7:6 p.)               | Liga Campo 9 | Estadio Ovetenses Unidos, Coronel Oviedo             |                                                      |
|                          | Jorge Ramírez 21' (pen.)                                                                                          | Reporte                    | | Asistencia: 1438 espectadores Árbitro(s): Numan Vera | Asistencia: 1438 espectadores Árbitro(s): Numan Vera |
|                          | | Tiros desde el punto penal | |                                                      |                                                      |
|                          | Jorge Ramírez · Diego Alfonso · Óscar Jiménez · Rody Martínez · Juan Ortigoza · César Giménez · Norberto Trinidad |                            | Miguel Caballero · Aldo Segovia · Salvador Portillo · Denis Peralta · Lucas González · Atilio Cáceres · Derlis López |                                                      |                                                      |

| 13 de septiembre de 2015 | 22 de Septiembre                     | 2:0     | 4 de Octubre | Estadio El Bosque del Decano, Encarnación |                              |
|                          | Rubén Barreto 55' · René Mereles 68' | Reporte |              | Asistencia: 470 espectadores              | Asistencia: 470 espectadores |

| 20 de septiembre de 2015 | 4 de Octubre                         | 2:2     | 22 de Septiembre                    | Estadio San Francisco de Asís, Atyrá                   |                                                        |
|                          | Gustavo Arce 83' · Juan Martínez 88' | Reporte | José Verdún 40' · Pablo Guarían 79' | Asistencia: 236 espectadores Árbitro(s): Osmár Benítez | Asistencia: 236 espectadores Árbitro(s): Osmár Benítez |

| 13 de septiembre de 2015 | 3 Corrales | 0:2     | 2 de Mayo PJC                        | Estadio R.I. 3 Corrales, Ciudad del Este                  |                                                           |
|                          |            | Reporte | Elvis Duré 29' · Ismael Martínez 38' | Asistencia: 159 espectadores Árbitro(s): Bernardo Pereira | Asistencia: 159 espectadores Árbitro(s): Bernardo Pereira |

| 20 de septiembre de 2015 | 2 de Mayo PJC | 0:0     | 3 Corrales | Estadio Río Parapití, Pedro Juan Caballero |                               |
|                          |               | Reporte |            | Árbitro(s): Reinaldo Martínez              | Árbitro(s): Reinaldo Martínez |

### Semifinal
| 27 de septiembre de 2015 | Ceffca                                                          | 3:0     | Liga Ovetense | Estadio Nivaldo Soarez Ramalho, Salto del Guairá |                             |
|                          | Francisco Benítez 21' · Efigenio Nuñez 22' · Sirio Riquelme 41' | Reporte |               | Árbitro(s): Gustavo Cáceres                      | Árbitro(s): Gustavo Cáceres |

| 4 de octubre de 2015 | Liga Ovetense                                                 | 1:0 (3:1 p.) | Ceffca                                                      | Estadio Ovetenses Unidos, Coronel Oviedo                |                                                         |
|                      | Diego Rivero 86'                                              | [http://www.futbolovetense.com/noticias/ovetense-vencio-a-ceffca-en-penales-y-es-finalista-del-nacional-b/ (enlace roto disponible en Internet Archive; véase el historial, la primera versión y la última). Reporte] |                                                             | Asistencia: 2018 espectadores Árbitro(s): Osmar Benítez | Asistencia: 2018 espectadores Árbitro(s): Osmar Benítez |
|                      |                                                               | Tiros desde el punto penal |                                                             |                                                         |                                                         |
|                      | Jorge Ramírez · Óscar Jiménez · Diego Alfonso · César Giménez | | Blás Coronel · Diogo Santana · Efigenio Núñez · Julio Núñez |                                                         |                                                         |

| 27 de septiembre de 2015 | 22 de Septiembre | 0:3     | 2 de Mayo PJC                                                 | Estadio El Bosque del Decano, Encarnación                  |                                                            |
|                          |                  | Reporte | Darío Rodi 46' · Patrocinio Samudio 50' · Venancio Torres 83' | Asistencia: 639 espectadores Árbitro(s): Vicente Figueredo | Asistencia: 639 espectadores Árbitro(s): Vicente Figueredo |

| 4 de octubre de 2015 | 2 de Mayo PJC | 0:1 (5:6 p.) | 22 de Septiembre     | Estadio Río Parapití, Pedro Juan Caballero |  |
|                      |               | Reporte      | Alexander Ramírez 2' |                                            |  |

### Finales
El campeón ascenderá a la División Intermedia, el subcampeón jugará un repechaje contra el segundo de la Primera División B.
| 11 de octubre de 2015 | 22 de Septiembre     | 2:2     | Liga Ovetense                         | Estadio Don Carlos Memmel, Cambyretá                 |                                                      |
|                       | José Verdún 74', 90' | Reporte | Óscar Jiménez 13' · Arnaldo Gauna 70' | Asistencia: 3083 espectadores Árbitro(s): Numan Vera | Asistencia: 3083 espectadores Árbitro(s): Numan Vera |

| 18 de octubre de 2015 | Liga Ovetense                                                                    | 5:1     | 22 de Septiembre | Estadio Ovetenses Unidos, Coronel Oviedo                  |                                                           |
|                       | César Giménez 24', 79' · Carlos Gini 44' · Jorge Ramírez 46' · Arnaldo Gauna 53' | Reporte | René Mereles 62' | Asistencia: 7016 espectadores Árbitro(s): Gustavo Cáceres | Asistencia: 7016 espectadores Árbitro(s): Gustavo Cáceres |

## Campeón
| Campeón Ovetense 2.o título |

## Repechaje por el ascenso
El club subcampeón 22 de Septiembre de Encarnación jugó partidos de ida y vuelta contra el club Fulgencio Yegros, subcampeón de la Primera División B para definir otro cupo de ascenso a la División Intermedia, oportunidad que perdió el club 22 de Septiembre, en tanda de penales, tras registrarse empate en ambos partidos.

### Partido de ida
| 1 de noviembre | 22 de Septiembre | 1:1     | Fulgencio Yegros    | Estadio Don Carlos Memmel, Cambyretá             |                                                  |
|                | José Verdún 81'  | Reporte | Nelson Sanabria 59' | Entradas vendidas: 615 Árbitro(s): Eusebio Gaona | Entradas vendidas: 615 Árbitro(s): Eusebio Gaona |

### Partido de vuelta
| 8 de noviembre | Fulgencio Yegros                                                                    | 1:1 (4:2 p.)               | 22 de Septiembre                                          | Estadio Ypané, Ypané                               |                                                    |
|                | Ronald Coronel 89'                                                                  | Reporte                    | José Verdún 13'                                           | Entradas vendidas: 713 Árbitro(s): Víctor Martínez | Entradas vendidas: 713 Árbitro(s): Víctor Martínez |
|                |                                                                                     | Tiros desde el punto penal |                                                           |                                                    |                                                    |
|                | Óscar Cáceres · Osvaldo Díaz · Sergio Mendoza · Elvio Villalba · Christian Palacios |                            | José Verdún · Roberto Closs · Alán Barboza · Hugo Paredes |                                                    |                                                    |